# Bisonalveus
Bisonalveus is een geslacht van uitgestorven zoogdieren die 60 miljoen jaar geleden (tijdperk Paleoceen) in Noord-Amerika leefde. 

## Fossiele vondsten
Fossielen van Bisonalveus werden voor het eerst ontdekt in 1956 in Wyoming, Verenigde Staten. Later werden ook in de Canadese provincie Alberta fossielen gevonden.

## Kenmerken
Bisonalveus was ongeveer 10 cm lang en leek uiterlijk op een spitsmuis. Opmerkelijk was dat dit zoogdiertje in het bezit was van giftanden. Dit komt slechts zelden voor bij zoogdieren; van de hedendaagse soorten hebben alleen twee soorten spitsmuizen en de zeldzame solenodon uit Cuba en Hispaniola tanden waarmee ze giftig speeksel kunnen injecteren in prooidiertjes. Waarschijnlijk gebruikte Bisonalveus zijn giftige speeksel om prooidiertjes als wormen, kevers en wellicht ook kleine hagedissen te doden.